# Motståndsrörelser i Nazityskland

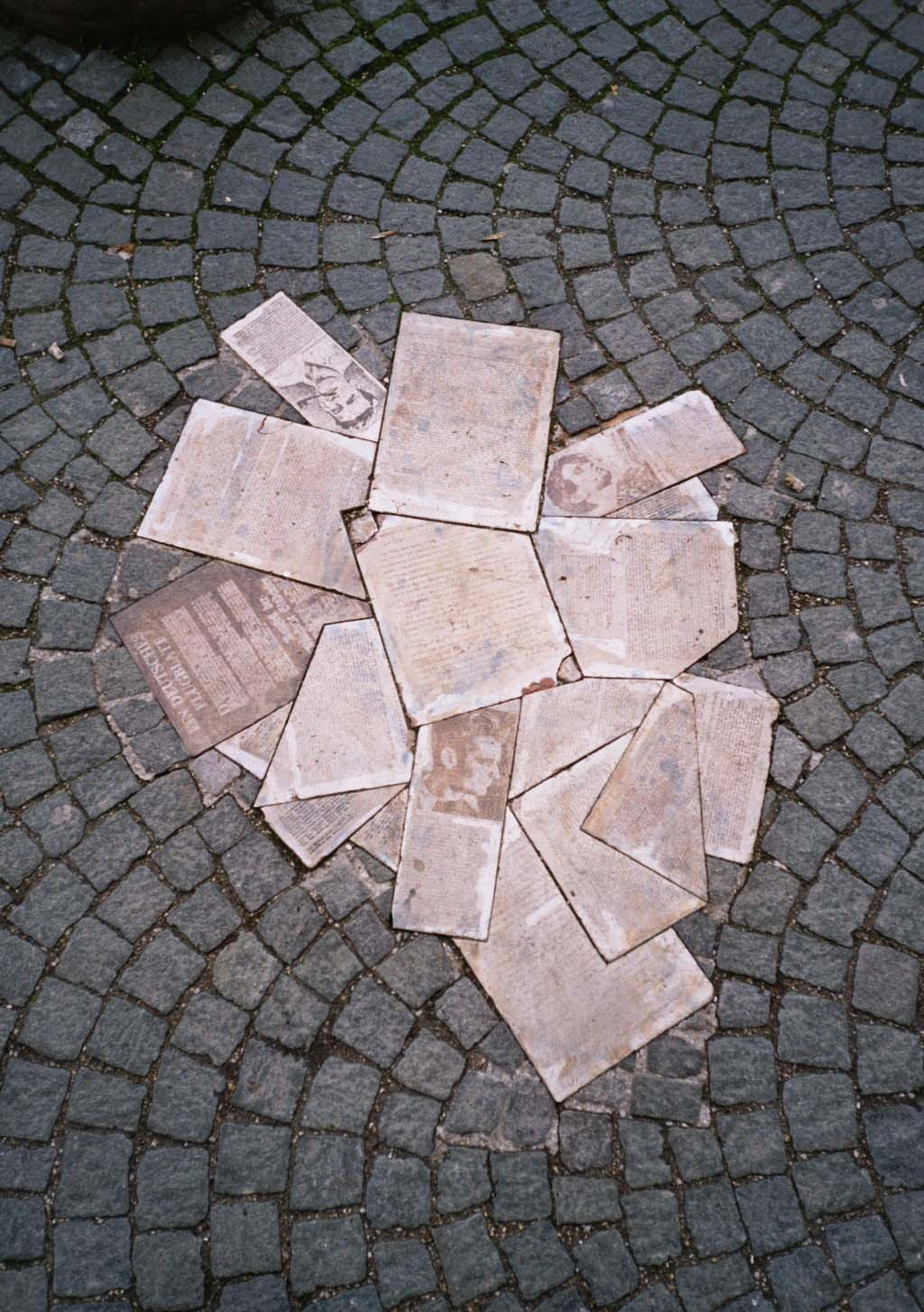
Monument över motståndsgruppen Vita rosen utanför Ludwig-Maximilian-universitet i München.

Motståndsrörelser i Nazityskland, Widerstand gegen das NS-Regime, var de olika rörelser i Tyskland som gjorde motstånd mot Adolf Hitlers regim 1933–1945.
Flera av motståndarna sattes i koncentrationsläger eller avrättades. Många blev ihjälskjutna eller offentligt hängda.
Utanför Tysklands riksdagshus i Berlin finns ett monument över de riksdagsmän som deltog i motståndet mot Hitler och nazidiktaturen.

## Motståndsgrupperna i tredje riket
Motståndet i tredje riket kan delas in i följande grupper:
- Motståndet inom arbetarrörelsen
- Motståndet inom kyrkan
- De traditionella eliternas motstånd (till exempel Kreisaukretsen)
- Det militära motståndet (20 juli-attentatet)
- Ungdoms- och studentoppositionen (till exempel Vita rosen, Edelweisspiraten)
- Opposition i vardagen/motstånd av enskilda (till exempel Helmuth Hübener, Otto Hampel och Elise Hampel, Georg Elser)

## Motståndet inom arbetarrörelsen

### Kommunisterna

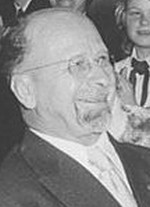
Walter Ulbricht

Kommunisterna (KPD) var den organisation som var bäst förberedd för att fortsätta oppositionen efter maktövertagandet. Men trots sina 360 000 medlemmar och sex miljoner väljare var de ändå inte rustade för nazisternas brutala terror och förföljelse. Motståndshandlingar var exempelvis att dela ut flygblad eller att hissa röda flaggor på fabrikerna. Den nationalsocialistiska terrorn ledde till en snabb minskning av den kommunistiska motståndskraften eftersom många KPD-medlemmar hamnade i koncentrationslägren. Kommunisterna hade de största förlusterna bland alla oppositionella grupperna mellan 1933 och 1945. Walter Ulbricht (sedermera SED-ordförande i DDR) var en viktig person inom det kommunistiska motståndet.

### Socialdemokraterna
Socialdemokraterna (SPD) utgjorde den största delen av arbetarrörelsen och SPD var fast beslutet att fortsätta kampen med legala medel, vilket kritiserades av partiets gräsrötter som var beredda att även använda sig av "illegala medel". SPD:s sista motståndshandling blev att rösta "nej" till fullmaktslagen i mars 1933. När facket förbjöds förstördes en viktig pelare för socialdemokraterna. I maj 1933 beslagtogs partiets finansiella tillgångar och i juni 1933 förbjöds alla partier förutom NSDAP. Samtidigt bildade SPD en ny central i Prag under beteckningen Sopade med en ny tidning (Neuer Vorwärts). Efter ockupationen av Prag flydde partiet först till Paris och sedan vidare till London efter Frankrikes ockupation. En del socialdemokrater fortsatte sin "stilla protest" genom att till exempel lyssna på utländska radiokanaler.

### Socialistiska grupper
Förutom KPD och SPD bildades nya grupper som SAPD och ISK. Men även dessa grupper slogs i spillror ganska snabbt.

## Motståndet inom kyrkan

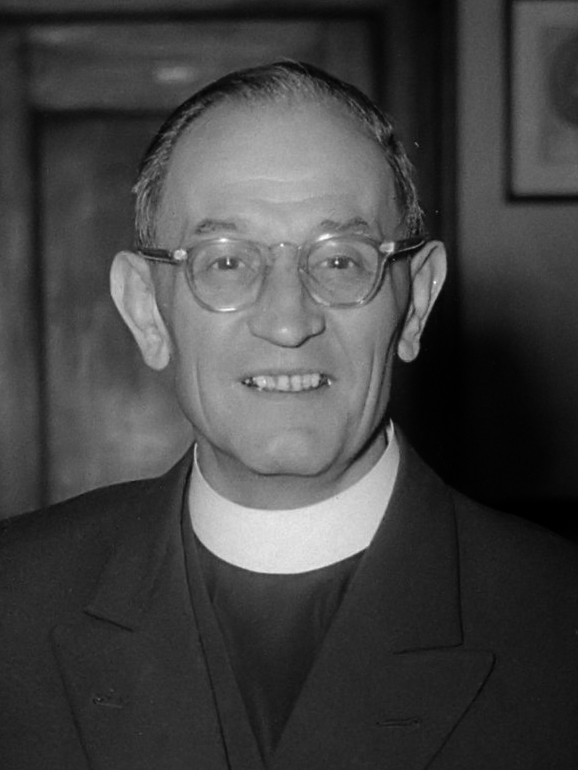
Martin Niemöller

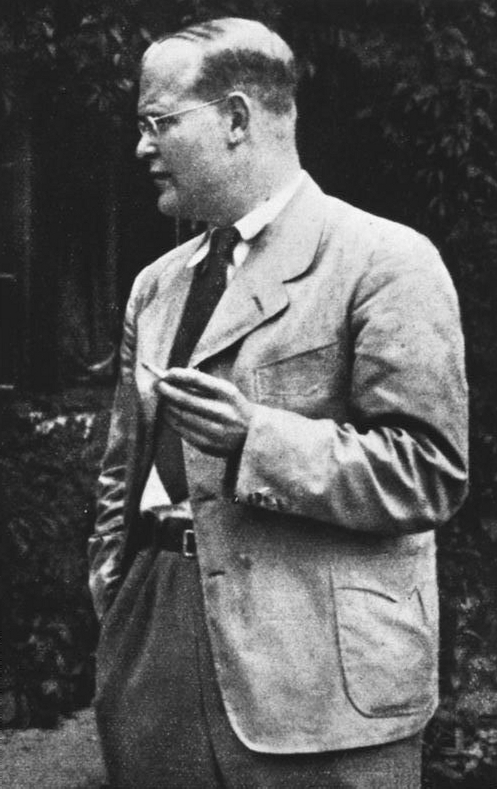
D. Bonhoeffer

Bland protestanter fanns det redan tidigt en övertygelse om att auktoriteter måste accepteras. Däremot var katolikerna (inte minst genom erfarenheter som till exempel Bismarcks kamp mot katolikerna på 1800-talet) mer kritiska mot Hitler. Bland annat genom Hitlers löften om att skona katolikerna och NSDAP:s radikalism stödde dock katolikerna Hitler så småningom. Motståndet mot Hitler begränsades till enskilda kristna som fortfarande inte ville ha någonting med nazisterna att göra. Den "Bekännande Kyrkan" (Bekennende Kirche) blev den största gruppen där kritiska protestanter samlades. Utgångspunkten var att gud stod över den totalitära staten. Däremot utgjorde gruppen inte ett politiskt motiverat motstånd, utan i första hand var avsikten att bibehålla sitt oberoende gentemot nazisterna. Dock fanns det politiskt motiverade aktioner hos enskilda medlemmar. En viktig representant var här Martin Niemöller som först via sin tysknationella hållning sympatiserade med NSDAP men som så småningom drevs i opposition till regimen på grund av judarnas diskriminering. Han hamnade i koncentrationsläger 1937 och förblev fängslad fram till nationalsocialismens sammanbrott 1945. Till skillnad från Niemöller var Dietrich Bonhoeffer från allra första början motståndare till nationalsocialismen. Han arresterades våren 1943 och mördades i koncentrationslägret Flossenbürg 1945.
Bland katolikerna fanns det heller ingen enhetlig opposition. Ett brev författades av påven Pius XI ("Mit brennender Sorge") där en del missförhållanden kritiserades men de allra flesta katoliker var inte beredda att opponera mot Hitler. Inte heller var kyrkan i sin helhet beredd att protestera.
Bland de kristna var det Jehovas Vittnen som gjorde starkast motstånd mot Hitlerregimen. De vägrade att hälsa med "Heil Hitler" och vägrade att tjänstgöra i armén. Även flygblad spreds bland befolkningen. 10 000 arresterades och 1 200 mördades.

## De traditionella eliternas motstånd

### Kreisaukretsen

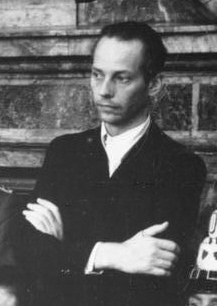
von Wartenberg

Helmuth James Graf von Moltke och Peter Yorck von Wartenburg var Kreisaukretsens ledande personer. Medlemmarna kom från olika ideologiska, politiska och sociala sammanhang. I tre större möten diskuterades hur staten efter Hitler borde se ut. Viktiga nyckelkrav var att återställa rättsstaten, rätten till arbete och egendom, medbestämmande i företagen, förstatligande av nyckelindustrier och så vidare. Kreisaukretsen ansåg inte att det var deras uppgift att döda Hitler eller omstörta staten, utan de utarbetade reformplanerna som skulle träda i kraft när till exempel militära befälhavare skulle genomföra en statskupp. Därför upprätthöll gruppen kontakter med den militära oppositionen. Gestapo arresterade Moltke i januari 1944. Efter det misslyckande attentatet den 20 juli arresterades många av Kreisaumedlemmarna. Moltke och många andra avrättades strax före krigets slut.

### Goerdelerkretsen

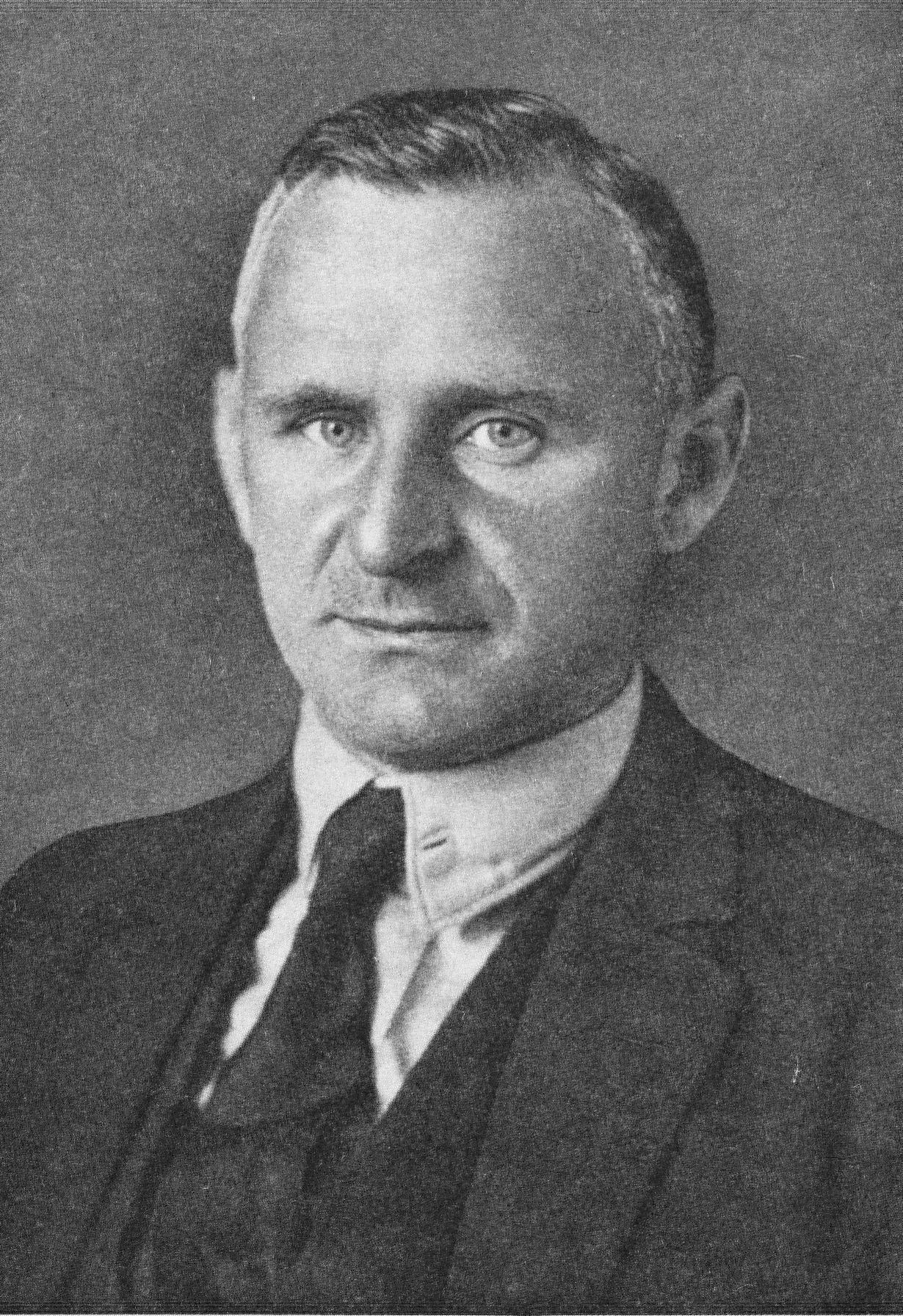
Carl Goerdeler

Carl Goerdeler var nationalkonservativ politiker i Weimarrepubliken. Därför behövde han inte ge upp sitt ämbete som borgmästare i Leipzig när nationalsocialisterna tog makten. Det var främst nationalsocialisternas antisemitism och deras ansvarslösa ekonomiska politik (finansiering av upprustningen genom lån) som drev honom i opposition till regimen. Samtidigt stämde han överens med vissa av NS-regimens utrikespolitiska mål, till exempel att upphäva Versaillesfördraget eller att återställa tyska rikets gränser från 1914. Han hittade likasinnade i bland andra generalstabschefen Ludwig Beck och tyska ambassadören i Rom Ulrich von Hassell. Gruppen var överens om att Hitler betydde krig som skulle sluta i ett fiasko för Tyskland. Goerdeler blev så småningom mittpunkten för en stark opposition mot Hitler som senare även inkluderade fackföreningsledare och socialdemokrater. Goerdelerkretsen lutade klart mer åt det auktoritära än det demokratiska hållet. Reichstag skulle väljas indirekt och det skulle finnas en slags ståndsriksdag. Det fanns även tankar på att återinstallera monarkin. Goerdelerkretsen lyckades dock inte att vinna viktiga militära nyckelbefälhavare, utan det var främst befälhavare inom reservarmén (till exempel Stauffenberg) som försökte att genomföra attentatet den 20 juli 1944. Goerdeler angavs så småningom och avrättades 1945.

### Rote Kapelle
"Rote Kapelle" var nationalsocialisternas beteckning för olika grupper, delvis grupper som samarbetade med den sovjetiska underrättelsetjänsten och olika vänsterintellektuella grupper i Berlin. En viktig figur var Harro Schulze-Boysen som deltog i försöken att etablera en kontakt till Sovjetunionen. Men just dessa försök blev fallrepet för gruppen vars medlemmar arresterades och avrättades efter en stor flygbladsutdelning hösten 1942 och våren 1943.

## Det militära motståndet (Stauffenberggruppen)
Efter De långa knivarnas natt (Röhmkuppen) 1934 protesterade enskilda militära befälhavare mot den nationalsocialistiska politiken. Motståndet växte dock runt årsskiftet 1937/1938 när Hitlers aggressiva utrikespolitik blev allt mer uppenbar. Men genom en intrig av SS tvingades arméns befälhavare bort och armén underställdes Hitler direkt. En viktig oppositionell inom armén var generalöversten Ludwig Beck som försökte att påverka Hitler genom flera PM. När detta misslyckades avgick han självmant. Beck samlade ett antal officerare som tillsammans med Goerdelerkretsen planerade en kupp under intrycket av Sudetkrisen 1938. Men när Frankrike och Storbritannien gick med på alla krav som Hitler ställde utvecklades krisen inte till det krig man hade befarat. I och med det tyckte man att en kupp mot Hitler inte längre var aktuell. I fortsättningen gick fler och fler oppositionella med på nationalsocialismens sida eftersom Tyskland skördade stora militära framgångar 1940–1942. Även överfallet mot Sovjetunionen ansågs av många militära vara ett nödvändigt "korståg" mot bolsjevikerna. Efter nederlaget i Stalingrad upprättade den militära oppositionen kontakter till Goerdelerkretsen och Kreisaukretsen. Mordet på judar och civila i Ryssland var en viktig faktor som drev enskilda arméanhöriga som Claus Schenk Graf von Stauffenberg i opposition till Hitler. Fram till sommaren 1944 planerades och genomfördes flera attentatsförsök som allihopa misslyckades.
Attentatet där Stauffenberg spelade en nyckelroll planerades flera gånger men genomfördes så småningom den 20 juli 1944. Stauffenberg flög till en konferens för lägesrapportering i Wolfsschanze (varglyan). Han lyckades placera en tidsinställd bomb nära Hitler, innan han själv lämnade lokalen, men tidspress hade hindrat honom att aktivera en andra sprängladdning. Hitler överlevde explosionen, som dödade 4 av de 24 närvarande mötesdeltagarna. Stauffenberg trodde han hade lyckats med dådet och flög tillbaka till Berlin för att leda "Operation Walküre". Walküre var ursprungligen en plan som skulle användas för att slå ned uppror som riktades mot Hitlers regim. Stauffenberggruppen hade dock lyckats att ändra planen så att den användes för att stödja attentatet. Planen innebar att reservarmén hjälpte Stauffenberg utan att de visste om det. Men faktumet att Hitler överlevde och att viktiga befälhavare vägrade att hjälpa Stauffenberg bidrog till att kuppen misslyckades. Stauffenberg och andra avrättades på kvällen den 20 juli, hundratals andra åtalades av Volksgerichtshof (folkdomstolen) och avrättades senare.

## Ungdoms- och studentoppositionen

### Ungdomsprotest
Efter 1933 bildade nazisterna Hitlerjugend (HJ) för pojkar och Bund Deutscher Mädel (BDM) för flickor. Dessa organisationer var de enda ungdomsförbund som var tillåtna. Genom polisen kunde staten tvinga ungdomar att vara med i organisationernas aktiviteter. Gestapos anteckningar belägger att det fanns ett motstånd mot detta tvång. Exempelvis försökte socialdemokratiska ungdomar att fortsätta genom nybildning av fritidsorienterade organisationer. Ett annat exempel är katoliker som åkte till Petersplatsen i Rom för att demonstrera sin opposition mot nationalsocialismen. Icke-konfessionellt eller -politiskt motiverat motstånd skedde också, till exempel "Swing-Jugend" som föredrog Jazz- och Swingmusik och som överlag föredrog anglosaxisk kultur. Många ungdomar i "Swing-Jugend" hamnade i koncentrationslägren.

### Studentopposition
Den mest kända gruppen bland studenterna var "Vita rosen" som var en löst organiserad vänskapskrets av oppositionella studenter i München. De viktigaste representanterna var Hans och Sophie Scholl, Willi Graf, Christoph Probst och Alexander Schmorell. Gruppens aktiviteter bestod huvudsakligen i att sprida flygblad. De första fyra flygbladen dök upp sommaren 1942 och skrevs huvudsakligen av Hans Scholl och Alexander Schmorell. Flygbladens innehåll präglades av kristna värderingar och de uppmanade till passivt motstånd mot Hitlerregimen. Efter att ha erfarit krigets meningslöshet och brutalitet på östfronten sommaren 1942 bestämde sig Graf, Schmorell och Scholl att bedriva motståndet mer organiserat. De två sista flygbladen i början av 1943 nämnde de nazistiska brotten och uppmanade till att aktivt bekämpa NS-staten. Hans och Sophie Scholl greps av en vaktmästare på universitetet när de spred flygbladen. Hans och Sophie Scholl samt Christoph Probst dömdes till döden och avrättades. I en andra process mot ytterligare fjorton medlemmar dömdes Willi Graf, Kurt Huber och Alexander Schmorell till döden. I Hamburg bestod gruppen några år till men även deras medlemmar mördades så småningom.

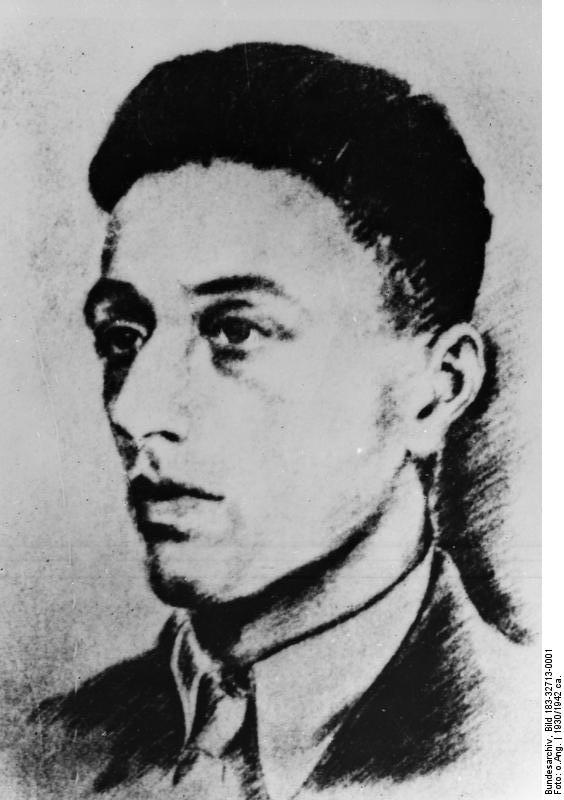
Herbert Baum

### Gruppen "Herbert Baum"
Gruppen från Berlin samlade cirka hundra medlemmar kring vännerna Herbert Baum och Martin Kaufmann och deras hustrur. Medlemmarna hade judisk bakgrund och tillhörde arbetarklassen och stod därmed nära socialdemokraterna och kommunisterna. I huvudsak spred gruppen flygblad som delvis riktades mot särskilda yrkesgrupper. Gruppen förblev isolerad på grund av sin judiska koppling. Höjdpunkten var ett brandanslag mot den rasistiska utställningen "Das Sowjetparadies". Anslaget skedde samtidigt som den kommunistiska gruppen "Rote Kapelle" spred flygblad mot utställningen. Gestapo kom snabbt gruppen på spåret och tjugo medlemmar dömdes till döden. Herbert Baum begick förmodligen självmord.

## Motstånd "underifrån"

### Georg Elser

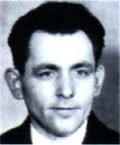
Georg Elser

Georg Elser föddes 1903 i Sydvästtyskland och jobbade så småningom som snickare. Elser var ointresserad av politik men röstade regelbundet på KPD även om han inte hade några djupare kunskaper om KPD:s mål. Enligt Gestapos protokoll iakttog Elser ett växande missnöje bland arbetarna och blev efter hösten 1938 ("Sudetkrisen") övertygad om att ett krig var oundvikligt om Hitler satt kvar vid makten. Därför planerade han att ta livet av Hitler. Elser visste att Hitler kom till Bürgerbräukeller i München varje år den 8 november för att påminna om den misslyckade "Ölkällarkuppen" som hade ägt rum 1923. Därför byggde Elser en bomb som han den 8 november 1939 placerade i pelaren bakom podiet där Hitler skulle tala. Bomben detonerade som planerat men av en ren tillfällighet hade Hitler redan lämnat församlingen, då vädret hade försämrats och han därför fick resa tidigare med tåg istället för flyg tillbaka till Berlin. Bomben dödade åtta personer och skadade över 60. Elser greps samma kväll när han försökte fly till Schweiz och internerades i Dachau där han mördades den 9 april 1945.